# قاي ريتشاردز سميت
قاي ريتشاردز سميت (بالإنجليزية: Guy Richards Smit)‏ هو رسام أمريكي، ولد في 1970.